# Érdy-kódex
Az Érdy-kódex késő középkori magyar kódex.

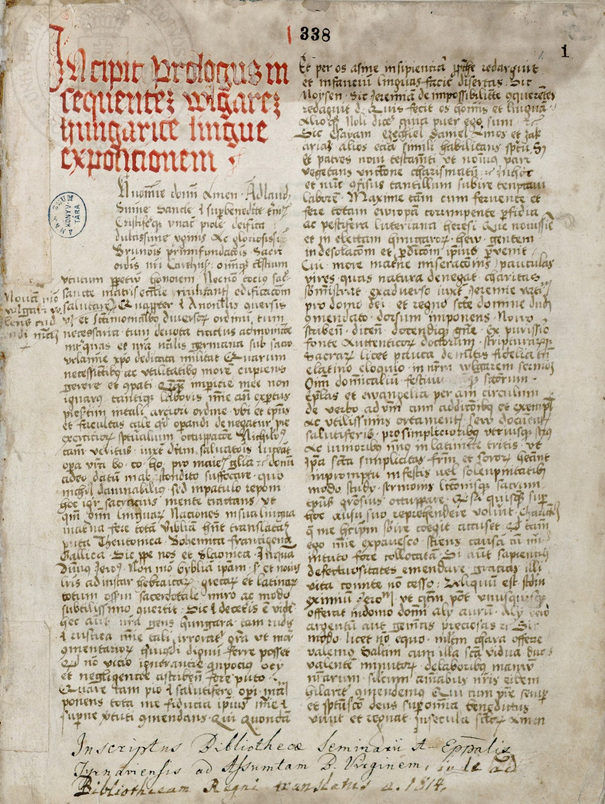
Az Érdy-kódex első levele.

Az 1524 és 1527 között készült munka 90 főbb szentnek a legendáját, illetve prédikációkat tartalmaz, de szerepel benne egy ének is Szent István királyhoz. A legendák nagyobbrészt a Legenda aurea legendáinak fordításai, ugyanakkor több magyar szentnek is őrzi a történetét. Az Érdy-kódex a legnagyobb középkori magyar legendagyűjtemény, egyúttal a legterjedelmesebb középkori magyar nyelvű kézirat (334 levelet tartalmaz). 
Dicsőséges Szent László király, Krisztus Jézusnak kiváltképpen konfessora és választatus hiv szolgája, mennyen-földön dícséretes minden idvezülő híveknek közötte, kit még az ő Istentűl érdemlött nevezeti is kijelent. Mert doktoroknak magyarázatjok szerint László, Ladislaus, hárommá hasasztván, azaz: laus, dacio, populus: dícséret, adás, nép. Kiket egybe rakogatván, annyit teszen: népnek Istentűl adatott dícséret. Íme mely drágalátus nevet érdemlett vala Úristentül, kit ez bódog ember, míg éle, bizonyával megbizonyojtá, hogy Anyaszentegyházban Úristennek dícséreti lőn, de megholta után is mindörökké. Annak felette ez szegény országnak erős ótalma és benne való új keresztyéneknek kegyes atyja és bizony vigasztalója. Salamon király, hallván halálát Béla királynak, kéré ipát, német császárt, hogy esmég beiktatná királyságában…
Másolója egy ismeretlen nevű karthauzi rendi szerzetes. Nevét első ismertetője, Érdy János (1796–1871) múzeumi őr után kapta.

## Modern kiadás
1985-ben megjelent egy terjedelmes válogatás Madas Edittől az Érdy-kódexből A néma barát megszólal – Válogatás a karthauzi névtelen beszédeiből cím alatt. (Magvető Kiadó, Budapest, 1985, ISBN 963 14 0415 3).
Elérhető továbbá az ELTE Sermones kutatócsoport kritikai kiadása, valamint az ebből készült betűhű szöveges és kereshető változat az Ómagyar Korpuszban.